# Thomas Pkemei Longosiwa
Thomas Pkemei Longosiwa, född den 14 januari 1982, är en kenyansk friidrottare som tävlar i medeldistanslöpning.
Longosiwa deltog vid IAAF World Athletics Final 2007 i Stuttgart både på 3 000 meter och på 5 000 meter och slutade femma respektive åtta. Han var även i final vid Olympiska sommarspelen 2008 på 5 000 meter där han blev tolva på tiden 13.31,34.

## Personliga rekord
- 3 000 meter - 7.30,09
- 5 000 meter - 12.51,95